# 1111 Райнмутія
1111 Райнмутія (1111 Reinmuthia) — астероїд головного поясу, відкритий 11 лютого 1927 року.
Тіссеранів параметр щодо Юпітера — 3,244.
Названий на честь відкривача Карла Вільгельма Райнмута.